# Blanqueta (olivera)
La blanqueta o blanc roig de Llerona és una varietat d'olivera. El nom fa referència al color blanc del fruit en maduració. És també coneguda amb els noms de blanc roig, blanc vermell, blanquilla i del Catllar.

## Distribució
És una de les varietats més conreada al País Valencià. Se'n conreen unes 17.000 hectàrees principalment a les províncies d'Alacant, València i Múrcia. També és present, però amb poca superfície, a Catalunya (Vallès Occidental amb el 70% de la producció, Baix Camp i Tarragonès) on va ser introduïda als anys 50.

## Característiques agronòmiques
És un arbre poc vigorós el que implica que creix a poc a poc i fa ramificacions curtes. També és una varietat rústega, ja que resisteix a l'aridesa i relativament al fred comparada amb altres varietats d'olivera. Per comparació amb la popular arbequina (28,5 kg/arbre) té una productivat interessant de 30,79 kg°arbre. La capacitat d'arrelament per estaquillat semillenyós és bastant bona. La productivitat és alta i de caràcter constant com no és gaire afectada pel fenomen de la contranyada

## Collita
L'època de maduració dels fruits és mitjana-tardana, molt esglaonada, i la força al despreniment és relativament elevada, cosa que, juntament amb el baix pes de l'oliva, fa que sigui difícil de collir mecànicament amb el mètode de vibració dels troncs. Però és de bona classe i agrada molt i té una demanda bastant alta. El fruit es presenta en ramells i té un elevat rendiment.

## Característiques de l'oli produït
Fa un oli dolç i fruitat de molt baixa estabilitat per tant es torna ranci abans que l'oli d'altres varietats d'olivera. Té un contingut elevat d'àcid linoleic i polifenols totals.